# Став-накопичувач "Степок"
 Став-накопичува «Степок» — невелике руслове водосховище на балці Бузова (правобережна притока р. Берека), із підживленням з каналу Дніпро — Донбас. Розташоване в Барвінківському районі Харківської області.
- Водосховище побудовано в 1982 році по проекту інституту «Харківдіпроводгосп».
- Призначення — зрошення, рекреація.
- Вид регулювання — сезонне.

## Основні параметри водосховища
- нормальний підпірний рівень — 132,5 м;
- форсований підпірний рівень — 133,5 м;
- рівень мертвого об'єму — 126,0 м;
- повний об'єм — 1,068 млн м³;
- корисний об'єм — 0,868 млн м³;
- площа дзеркала — 24,8 га;
- довжина — 1,4 км;
- середня ширина — 0,18 км;
- максимальні ширина — 0,25 км;
- середня глибина — 4,3 м;
- максимальна глибина — 12,0 м.

## Основні гідрологічні характеристики
- Площа водозбірного басейну — 9,4 км².
- Річний об'єм стоку 50 % забезпеченості — 0,29 млн м³.
- Паводковий стік 50 % забезпеченості — 0,25 млн м³.
- Максимальні витрати води 1 % забезпеченості — 39,2 м³/с.

## Склад гідротехнічних споруд
- Глуха земляна гребля довжиною — 336 м, висотою — 16 м, шириною — 10 м.
- Шахтний водоскид із монолітного залізобетону розмірами 3,0х3,5 м.
- Водозабірна споруда суміщена з водоскидною спорудою, та виконана із двох сталевих труб діаметром 700 мм до шахти водоскиду і однієї сталевої труби діаметром 1000 мм на ділянці водоскиду.
- Подаюча споруда виконана із заглибленої збірної насосної станції продуктивністю 0,254-1,016 м³/с, розташована на каналі Дніпро-Донбас у хутора Красний Барвінківського району.

## Використання водосховища
Водосховище було побудовано для регулювання роботи насосної станції другого підйому зрошувальної станції в держплемзаводі «Степок» Барвінківського району.
На даний час використовується для риборозведення.
Гідротехнічна споруда знаходиться на балансі Балаклійського міжрайонного управління водного господарства.